# Konrad-Duden-Gymnasium Wesel
Das Konrad-Duden-Gymnasium Wesel ist die älteste Schule in Wesel und zählt zu den ältesten heute noch existierenden Schulen in Deutschland.

## Aktuelle Situation
Derzeit werden im Konrad-Duden-Gymnasium Wesel über 1040 Schüler in 32 Klassen der Jahrgangsstufen 5 bis 10 und in zwei Oberstufen-Jahrgängen (EF und Q2, keine Q1, aufgrund von Umstellung auf G9) von über 90 Lehrern unterrichtet. Das Konrad-Duden-Gymnasium bietet geeigneten und interessierten Schülern die Möglichkeit, dort den bilingualen Zweig zu besuchen (deutsch-englisch). Das Fremdsprachenangebot umfasst außerdem die Fächer Französisch, Latein und Spanisch. Auch gibt es einen naturwissenschaftlichen Zweig, in dem die Fächer Chemie, Physik und Biologie mit einer höheren Wochenstundenzahl unterrichtet werden. Seit Anfang des Schuljahres 2016/17 trägt die Schule das Zertifikat „MINT-freundliche Schule“.

## Geschichte
Das Konrad-Duden-Gymnasium Wesel wurde 1342 als Städtische Lateinschule erstmals erwähnt. Das Jahr gilt heute als Gründungsdatum, obwohl eine frühere Gründung (1241 oder 1277) wahrscheinlich ist. Der Beweis dafür, dass die Schule 1342 schon stand, ist eine Rechnung über Reparaturen am Gebäude; da Rechnungen der Stadt Wesel von vor 1342 nicht mehr im Stadtarchiv zu finden sind, kann man das exakte Jahr (noch) nicht feststellen.
Das erste Schulgebäude stand in der Niederstraße gegenüber dem Westportal des Willibrordi-Doms. Im 16. Jahrhundert hieß die Schule „schola christiana et reformata“, wobei christiana seit 1540 in Wesel evangelisch bedeutete, reformata dagegen für Reform von Lerninhalten und Lehrmethoden stand. Erst ab 1612 ist die Bezeichnung „Gymnasium“ geschichtlich greifbar.
In der französischen Zeit Anfang des 19. Jahrhunderts war es das „Collège de Wesel“, in Preußischer Zeit die „Vereinigte höhere Bürgerschule und Gelehrtenschule“, ab 1868 „Gymnasium und höhere Bürgerschule zu Wesel“ und ab 1882 „Gymnasium und Realprogymnasium zu Wesel“. Am 1. April 1887 ging die Schule als „Königliches Gymnasium zu Wesel“ in die Trägerschaft des Staates über, hieß ab 1898 „Königliches Gymnasium nebst Realschule zu Wesel“ und ab 1918 „Staatliches Gymnasium mit Realschule zu Wesel“ und in den dreißiger Jahren „Staatliche Oberschule für Jungen in Wesel“. Nach dem Zweiten Weltkrieg hieß sie ab 1950 „Staatliches alt- und neusprachliches Gymnasium Wesel“, ab 1977 „Städtisches Gymnasium Wesel Nord“. Auf Beschluss des Rates der Stadt vom 10. Mai 1984 trägt es die Bezeichnung „Konrad-Duden-Gymnasium“ zu Ehren von Konrad Duden, der 1846 dort das Abitur abgelegt hat.
In der Pausenhalle wurde eine Gedenktafel zu Ehren der in den beiden Weltkriegen gefallenen Lehrer und Schüler angebracht.

## Schüler
- Martin Bambauer (* 1970), Kirchenmusiker

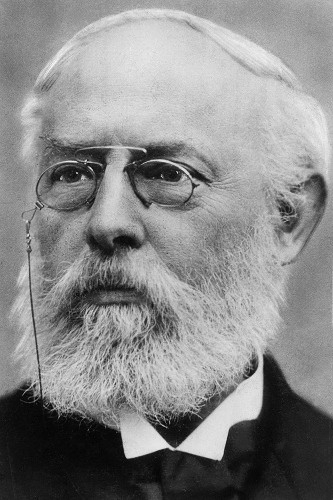
Konrad Duden

- Heinz Bello (1920–1944), katholischer Märtyrer, nach ihm ist die Heinz-Bello-Straße benannt (Abitur 1939)
- Manfred Berg (* 1959), Professor für Amerikanische Geschichte an der Universität Heidelberg
- Wilhelm Beumer (1848–1926), Lehrer, Interessenvertreter der Schwerindustrie, MdR
- Friedrich Bird (1791–1851), Mediziner
- Otto Boelitz (1876–1951), Pädagoge und Politiker.
- Rudolf Borchardt (1877–1945), Schriftsteller
- Wilhelm Engelhardt (1827–1897), Jurist und Militärbeamter
- Franz Etzel (1902–1970), Bundesfinanzminister und Vizepräsident der Montan-Union
- Christoph Gerwers (* 1963), Bürgermeister von Rees
- Johannes Grevius (1584–1622), Pfarrer, Remonstrant
- Gerhard Bernhard van Haar (1760–1837), Lehrer und Großvater von Friedrich Engels
- Ernst-Alfred Jauch (1920–1991), Journalist; Vater des Fernsehmoderators Günther Jauch
- Matthias Jorissen (1739–1823), reformierter Pfarrer und Kirchenliederdichter
- Carl Ludwig Kleine (1866–1938), Jurist und Politiker
- Erich Leyens (1898–2001), Kaufmann und Überlebender des Holocaust
- Max Luyken (1885–1945), MdR (NSDAP) und SA-Führer
- Karl Georg Maaßen (1769–1834), preußischer Finanzminister (Deutscher Zollverein)
- Michael Möllenbeck (1969–2022), Diskuswerfer
- Hermann Monjé († 1849), 1836–1849 Divisionsprediger an der Düsseldorfer Garnisonskirche
- Rainer Neu (* 1950), ev. Theologe und Religionswissenschaftler
- Heinrich Niem (1906–1944, für tot erklärt), MdR (NSDAP)
- Katharina Nocun (* 1986), Politikerin (Piratenpartei)
- August Oppenberg (1896–1971), Maler
- Ernst te Peerdt (1852–1932), Maler
- Alfred Post (1942–2005), Rechtswissenschaftler
- Egon Ramms (* 1948), General
- Gustav Sack (1885–1916), Schriftsteller
- Gerhard Schneemann (1829–1885), Jesuit, Theologe, Kirchenhistoriker und Journalist
- Heinz-Ulrich Schulze (1949–1995), Zehnkämpfer (Deutscher Jugend- und Juniorenmeister)
- Hermann-Josef Tenhagen (* 1963), Wirtschaftsjournalist und Chefredakteur
- Hans-Werner Wehling (* 1949), Professor für Geographie
- Johann Friedrich Welsch (1796–1871), Maler

Bei den folgenden Schülern ist es sehr wahrscheinlich, dass sie Schüler an dieser Schule waren, beide lebten in ihrer Jugend in Wesel und kamen aus bürgerlichen Familien, bei denen es üblich war, dass sie schon damals Schulen besuchten. Aus diesen Jahrhunderten existieren jedoch keine Schülerlisten mehr.
- Hans Lipperhey (auch: Jan Lipperhey oder Hans Lippershey) (1570–1619), Brillenmacher, Erfinder des holländischen Fernrohres (Galileo Galilei benutzte ein solches)
- Peter Minuit († 1638), Seefahrer und vermeintlicher Begründer von New York

## Lehrer und Schulleiter
- Alexander Hegius (1439/1440–1498), Humanist, von 1469 bis 1474 Rektor
- Johannes Peringius, Humanist, 1518–1520, 1522–1532 und 1535–1539 Rektor in Wesel
- Friedrich Spee von Langenfeld (1591–1635) war ein deutscher Jesuit, der sich als Moraltheologe, Lyriker und Schriftsteller ausgezeichnet hat. Er wurde bekannt als Hexentheoretiker und Kritiker der Hexenprozesse
- Hermann Friedrich Perthes (1840–1883), klassischer Philologe, 1863 bis 1865 Lehrer
- Karl Straube (1873–1950), Organist und Chorleiter
- Rudolf Weynand (1875–1952), Altphilologe, Archäologe, Lehrer 1912–1917, Direktor 1917–1919

## Schriften
- Gesetze für die Schüler des Gymnasiums : womit zu der öffentlichen Prüfung an demselben auf den … ehrerbietigst einladet. 1825 Digitalisat
- Jahres-Bericht : über das Schuljahr ... Wesel, Nachgewiesen 1826/27(1827) - 1847/48(1848); 1866/67(1867) - 1867/68(1868); 1887/88(1888) - 1897/98(1898) Digitalisat
- Zur Geschichte und Statistik des Gymnasiums zu Wesel : für das Schuljahr … ; womit zu der öffentlichen Prüfung der Schüler des Gymnasiums … ergebenst einladet die Direction des Gymnasiums. 1848–1849 Digitalisat
- Jahresbericht : über das Schuljahr ... Wesel : 1868/69(1869) - 1873/74(1874); 1876/77(1877) - 1881/82(1882) Digitalisat
- Jahres-Bericht : über das Schuljahr … 1882/83(1883) - 1886/87(1887) Digitalisat
- Adolf Kleine: Die Feier der Einweihung des neuen Gymnasialgebäudes. 1883 Digitalisat
- Jahresbericht : über das Schuljahr … 1898/99(1899) - 1914/15(1915) Digitalisat
- Adolf Kleine: Die Realschule zu Wesel : vorausgeht eine kurze Übersicht über die Entwicklung des städtischen Schulwesens bis zur Gegenwart. 1900 Digitalisat
- Bestimmungen über die Schlußprüfung an den sechsstufigen höheren Schulen (Progymnasien, Realgymnasien und Realschulen). 1902 Digitalisat
- Friedrich Marcks: Die Weihe des Neubaues. 1913 Digitalisat